# Thomas Offenloch
Thomas Offenloch (* 18. Juni 1972 in Konstanz) ist ein deutscher Jurist und Richter des Bundesverfassungsgerichts.

## Leben
Offenloch ist der Sohn des ehemaligen Direktors des Amtsgerichts Schwäbisch Gmünd Werner Offenloch, der durch die regelmäßige Verurteilung der Teilnehmer der Friedensbewegung am Atomraketenstützpunkt auf der Mutlanger Heide Bekanntheit erlangte. Er wuchs in Schwäbisch Gmünd-Straßdorf auf. Er beendete 1998 seine rechtswissenschaftliche Ausbildung nach einem Studium an der Universität Konstanz und dem Rechtsreferendariat am dortigen Landgericht. 
In der Folgezeit war er im höheren Justizdienst des Landes Baden-Württemberg tätig. Über die Stationen Amtsgericht Heilbronn, Staatsanwaltschaft Heilbronn und Amtsgericht Schwäbisch Hall führte sein beruflicher Werdegang zur Ernennung zum Richter am Amtsgericht im Jahre 2001. Anschließend erfolgte eine Abordnung an das Justizministerium Baden-Württemberg. Seit 2005 ging er, nunmehr zum Richter am Landgericht ernannt, am Landgericht Baden-Baden seiner richterlichen Tätigkeit nach. Im Jahre 2007 wurde er als wissenschaftlicher Mitarbeiter an den Bundesgerichtshof abgeordnet. 2009 folgte eine weitere, dieses Mal halbjährige, Abordnung an das Oberlandesgericht Karlsruhe. Seit 2010 war er wieder im Justizministerium Baden-Württembergs beschäftigt. Dort wirkte er als Referatsleiter und stellvertretender Abteilungsleiter. Seiner Ernennung zum Richter am Oberlandesgericht im selben Jahr schloss sich eine Beförderung zum Leitenden Ministerialrat im Jahr 2011 an.
Am 1. Oktober 2013 wurde Offenloch zum Richter am Bundesgerichtshof ernannt. Dort gehörte er dem VI. Zivilsenat an, der vorwiegend für das Deliktsrecht zuständig ist. Weiterhin war er Mitglied des Senats für Notarsachen, dessen stellvertretenden Vorsitz er 2019 übernahm.
Am 15. Dezember 2022 wurde Offenloch vom Bundestag zum Richter des Bundesverfassungsgerichts gewählt, nachdem er zuvor im Wahlausschuss von der FDP vorgeschlagen wurde. Die Ernennung durch Bundespräsident Frank-Walter Steinmeier erfolgte am 11. Januar 2023. Er folgte auf Peter M. Huber. Offenloch ist Mitglied des Zweiten Senats.